# Raul Teixeira
José Raul Teixeira (Niterói, 7 de outubro de 1949), mais conhecido como Raul Teixeira, é um educador, orador, médium e filantropo brasileiro.

## Biografia
Natural da cidade de Niterói, no Rio de Janeiro, Raul Teixeira é licenciado em Física pela Universidade Federal Fluminense, Mestre em Educação pela mesma universidade e Doutor em Educação pela Universidade Estadual Paulista. Atualmente é professor aposentado da Universidade Federal Fluminense.
Raul é um dos fundadores da Sociedade Espírita Fraternidade, localizada em Niterói. A instituição mantém uma obra de Assistência Social Espírita denominada "Remanso Fraterno", que atende a crianças e famílias socialmente carentes.
Como orador, já esteve em todos os estados do Brasil e em 45 países, levando a mensagem espírita a milhares de pessoas. É um dos mais requisitados conferencistas espíritas da atualidade. Ao viajar para fazer suas palestras nos Estados Unidos. Em 2012 sofreu um AVC, ficando impossibilitado de proferir palestras até momento.

## Lista de livros psicografados
Através de suas faculdades mediúnicas, Raul Teixeira psicografou até o momento 37 livros, publicados pela Editora Fráter. São os seguintes:
| Livro                              | Autor espiritual                            |
| ---------------------------------- | ------------------------------------------- |
| A Carta Magna da Paz               | Camilo                                      |
| Ações Corajosas para Viver em Paz  | Benedita Maria                              |
| Ante o Vigor do Espiritismo        | Espíritos Diversos                          |
| Aprenda a Conversar com o seu Anjo | Levy                                        |
| Caminhos para o Amor e a Paz       | Ivan de Albuquerque                         |
| Cântico da Juventude               | Ivan de Albuquerque                         |
| Cintilação das Estrelas            | Camilo                                      |
| Correnteza de Luz                  | Camilo                                      |
| Desafios da Educação               | Camilo                                      |
| Desafios da Mediunidade            | Camilo                                      |
| Desafios da Vida Familiar          | Camilo                                      |
| Diretrizes de Segurança            | (Autoria de Raul Teixeira e Divaldo Franco) |
| É Melhor ser Amigo                 | Levy                                        |
| Educação e Vivências               | Camilo                                      |
| Em Nome de Deus                    | José Lopes Neto                             |
| Em Serviço Mediúnico               | Hans Swigg                                  |
| Exaltação ao Brasil                | Sebastião Lasneau                           |
| Justiça e Amor                     | Camilo                                      |
| Lições de Amor e Vida              | Rosângela Costa Lima                        |
| Não Vale a Pena Mentir             | Levy                                        |
| No Rumo da Sublime Estrela         | Espíritos Diversos                          |
| Nos Passos da Vida Terrestre       | Camilo                                      |
| O Sonho de Toninha                 | Rosângela Costa Lima                        |
| Para uma Vida Melhor na Terra      | Espíritos Diversos                          |
| Para Uso Diário                    | Joanes                                      |
| Quando a Vida Responde             | Espíritos Diversos                          |
| Quem é o Cristo?                   | Francisco de Paula Vítor                    |
| Revelações da luz                  | Camilo                                      |
| Rosângela                          | Rosângela Costa Lima                        |
| Vereda Familiar                    | Thereza de Brito                            |
| Vida e Mensagem                    | Francisco de Paula Vítor                    |
| Vozes do Infinito                  | Espíritos Diversos                          |
| Todos Precisam de Paz na Terra     | Benedita Maria da Conceição                 |
| A Saga do Ciúme                    | Em parceria com Cristiane Beira             |

Existem duas obras a respeito do médium: Raul Teixeira – Um Homem no Mundo, de Cezar Braga Said, e O Chamado dos Irmãos de Luz - Raul Teixeira, Vida e Obra, de Osvaldo Esteves Farias.